# Ernesto Maria Fiore
Ernesto Maria Fiore (* 2. Juli 1918 in Troina, Provinz Enna, Italien; † 30. Oktober 2001) war ein Kurienerzbischof der römisch-katholischen Kirche.

## Leben
Ernesto Maria Fiore empfing am 7. Juni 1941 das Sakrament der Priesterweihe für das Bistum Nicosia. Am 30. Januar 1957 wurde er Defensor vinculi an der Römischen Rota und am 23. Juni 1960 Auditor-Prälat. 
Am 6. Juni 1985 bestellte ihn Papst Johannes Paul II. zum Dekan der Römischen Rota und am 16. Dezember 1991 zudem zum Titularerzbischof von Novi. Papst Johannes Paul II. spendete ihm am 6. Januar 1992 die Bischofsweihe; Mitkonsekratoren waren der Offizial im Staatssekretariat des Heiligen Stuhls, Kurienerzbischof Giovanni Battista Re, und der Sekretär der Kongregation für die Evangelisierung der Völker, Kurienerzbischof Josip Uhač.
Am 2. Juli 1993 nahm Johannes Paul II. das von Ernesto Maria Fiore aus Altersgründen vorgebrachte Rücktrittsgesuch vom Amt des Dekans der Römischen Rota an.